# Winter-Asienspiele 2011/Bandy

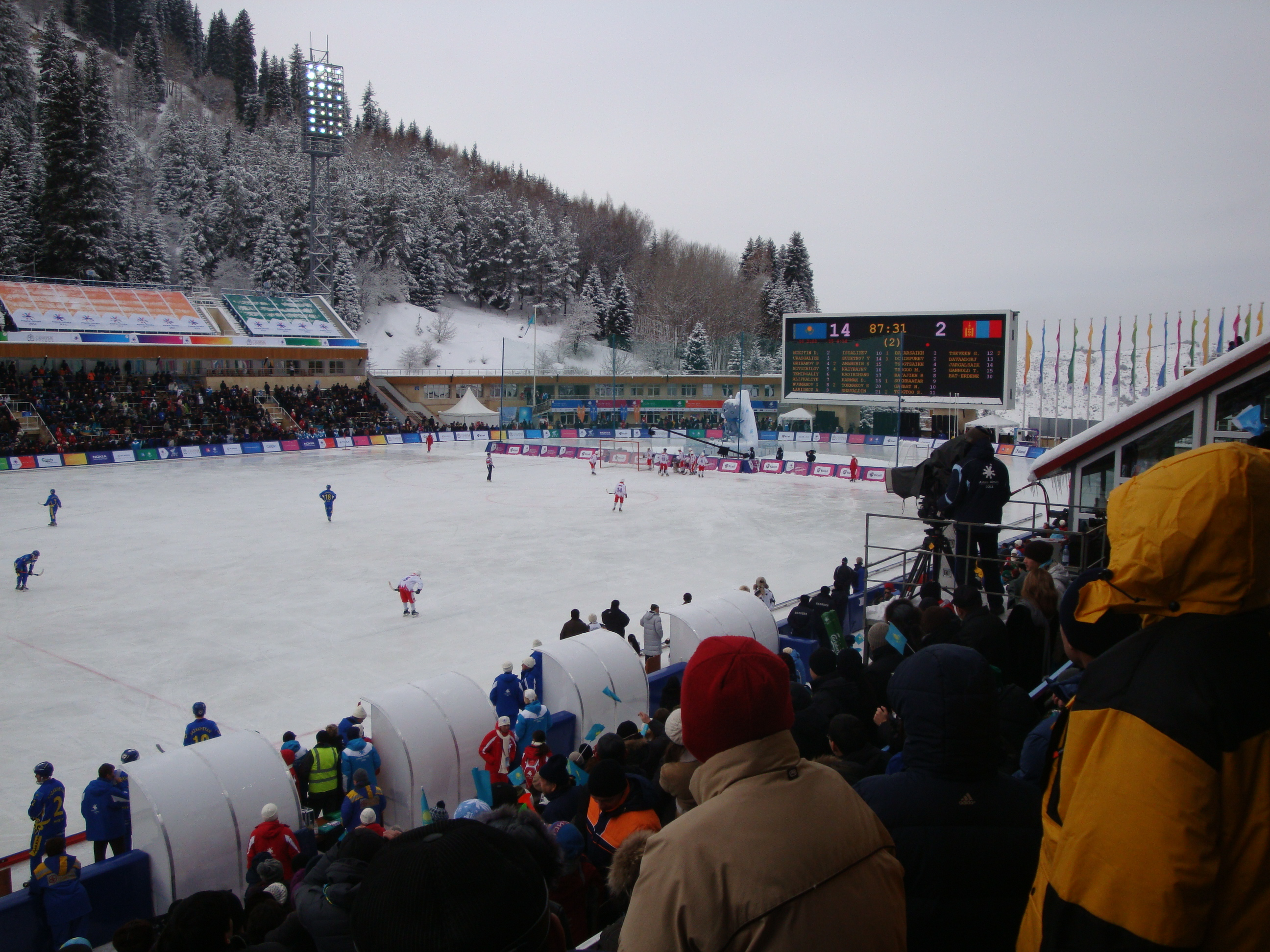
Kasachstan gegen die Mongolei

Der Bandywettbewerb der Winter-Asienspiele 2011 fand vom 2. bis 6. Februar in der kasachischen Stadt Almaty statt. 
Bandy wurde 2011 zum ersten und bisher einzigen Mal bei Asienspielen ausgetragen. Neben Gastgeber Kasachstan stellten auch die Mongolei und Kirgistan eine Mannschaft. Die drei Mannschaften spielten in einer Vorrunde jeweils einmal gegeneinander, die besten zwei Mannschaften der Vorrundengruppe qualifizierten sich für das Finale.

## Ergebnisse

### Vorrunde
| 2. Februar 2011 11:00 Uhr (Ortszeit) | 2. Februar 2011 6:00 Uhr (MEZ) | Kirgisistan | 2:17 (0:13, 2:4)      | Mongolei    | Almaty, Kasachstan Zuschauer: |
| 3. Februar 2011 11:00 Uhr            | 3. Februar 2011 6:00 Uhr       | Kasachstan  | 21:0 (9:0, 10:0, 2:0) | Kirgisistan | Almaty, Kasachstan Zuschauer: |
| 4. Februar 2011 11:00 Uhr            | 4. Februar 2011 6:00 Uhr       | Mongolei    | 0:17 (0:9, 0:8)       | Kasachstan  | Almaty, Kasachstan Zuschauer: |

| Pl. |             | Sp | S | U | N | Tore  | Punkte |
| 1.  | Kasachstan  | 2  | 2 | 0 | 0 | 38:0  | 4      |
| 2.  | Mongolei    | 2  | 1 | 0 | 1 | 17:19 | 2      |
| 3.  | Kirgisistan | 2  | 0 | 0 | 2 | 02:38 | 0      |

### Finale
| 6. Februar 2011 11:00 Uhr (Ortszeit) | 6. Februar 2011 6:00 Uhr (MEZ) | Kasachstan | 16:2 (7:0, 9:2) | Mongolei | Almaty, Kasachstan Zuschauer: |

#### Medaillengewinner

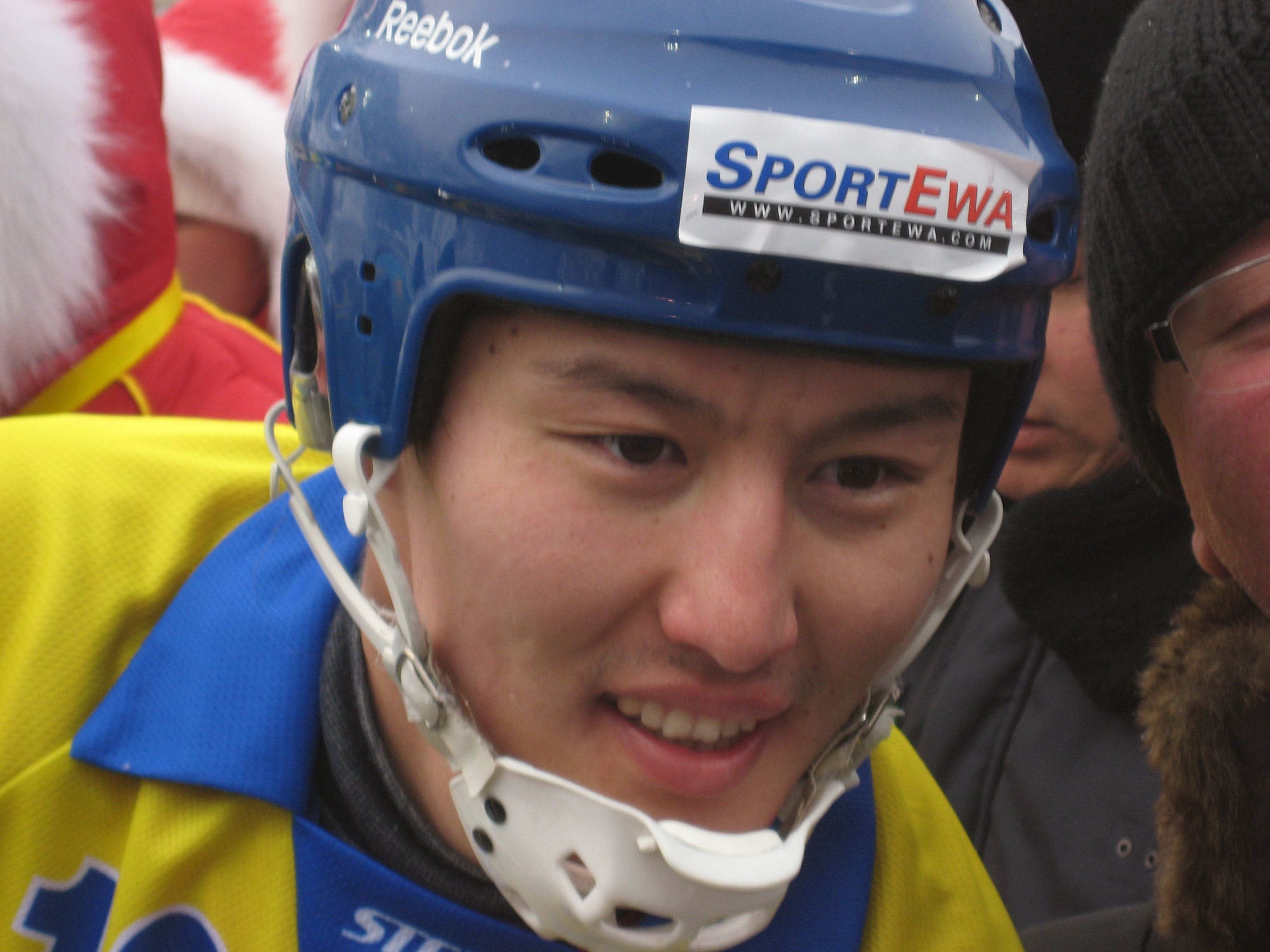
Raujan Issalijew von der Kasachischen Mannschaft war mit 13 Toren der Torschützenkönig des Turniers

| Asienspielesieger Kasachstan | Dimitri Nikitin, Nurlan Urazgalijew, Peter Gribanow, Wladislaw Nowotschilow, Askar Temirgalijew, Jelaman Alipkalijew, Iskander Nugmanow, Anton Larijonow, Raujan Issalijew, Witali Sujetnow, Samat Amanschin, Arstan Kazybajew, Sultan Kadirtschanow, Dimitri Karmak, Sergei Tokmakow, Nikolai Schawaldin, Nariman Takirow, Iljas Chajirekischew |

| Silber Mongolei | Bayarsaikhany Munkhbold, Ochirpureviin Enkhbayar, Tsogtsaikhany Odsaikhan, Tsogoogiin Myagmardorj, Bayajikhyn Boldbayar, Sukhbaatariin Och, Ganbatyn Neguun, Tsogtoogiin Shinebayar, Tseveeny Gan-Ochir, Davaadorjiin Mungunkhuyag, Jargalsaikhany Bayarsaikhan, Ganboldyn Tamir, Bat-Erdenegiin Chinzorig |

| Bronze Kirgisistan | Elzar Bolotbekow, Kaldybek Kalmanbetow, Tologon Tscholdosch Uulu, Nuraly Kalmanbetow, Bakytbek Asankulow, Asamat Begimbajew, Sagynbek Kadyrow, Berdibek Imanbekow, Almambet Kultschunow, Bakytbek Dujschejew, Nurbek Nogojew, Ramis Tschumatajew, Muchtarbek Tynymseitow, Nurbek Togolokow, Murasbek Osmonow, Tschynarbek Beischenbekow, Kurmanbek Imankarijew |